# Kapfholz
Kapfholz (westallgäuerisch: Khabfholts) ist ein Gemeindeteil des Markts Weiler-Simmerberg im  bayerisch-schwäbischen Landkreis Lindau (Bodensee).

## Geographie
Die Einöde liegt circa 1,5 Kilometer östlich des Hauptorts Weiler im Allgäu und zählt zur Region Westallgäu. Östlich der Ortschaft verläuft die Queralpenstraße B 308.

## Ortsname
Der Ortsname stammt vom mittelhochdeutschen Wort kapf für „runde Berkuppe“, „Ort, an dem man ausschau hält“ ab. Somit bedeutet der Ortsname (Siedlung bei der) bewaldeten Bergkuppe.

## Geschichte
Kapfholz wurde erstmals im Jahr 1950 mit einem Wohngebäude im Ortsverzeichnis erwähnt. Der Ort gehörte einst der Gemeinde Simmerberg an.